# Голос Народний
Голос Народный — литературно-политический двухнедельник, издававшийся в городе Коломыя с 26 октября 1865 года по 1868 год. Первая украинская газета в Галиции, печатавшаяся вне Львова. Издатель и редактор — И. Белоус. Публиковала хронику культуры и общинной жизни, статьи из сельской жизни, фольклорные материалы, рецензии, некрологи. Материалы печатались как гражданским шрифтом, так и кириллицей.